# Afera Blomberga-Fritscha

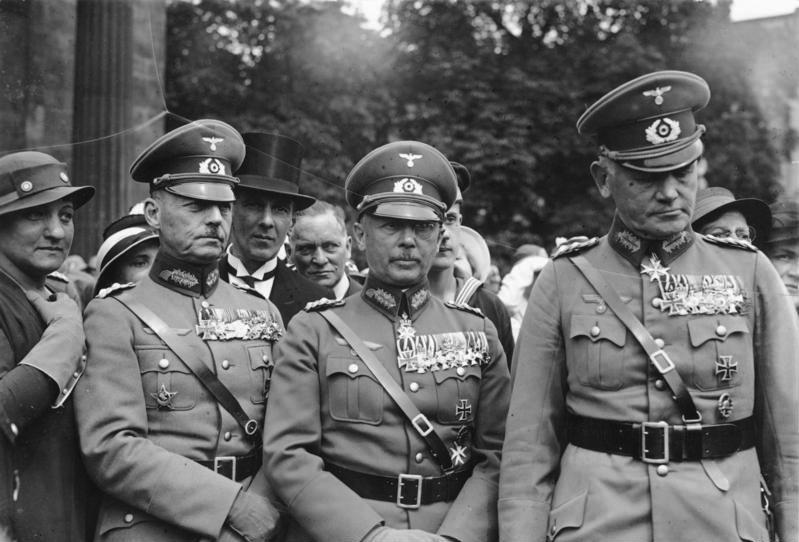
Niemieccy wojskowi (od lewej): Gerd von Rundstedt, Werner von Fritsch i Werner von Blomberg w 1934 roku

Afera Blomberga-Fritscha – uknuta intryga polityczna, której punkt kulminacyjny nastąpił w 1938 roku. Odpowiednio sfabrykowana i sfałszowana sprawa natury obyczajowej (posądzenia o homoseksualizm – paragraf 175 kodeksu karnego z 1871 roku i małżeństwo z byłą prostytutką), celowo wywołana przez czołowych dostojników III Rzeszy (Hermanna Göringa, Heinricha Himmlera i Reinharda Heydricha) i realizowana przez podległe im służby (m.in. SS) w celu osiągnięcia partykularnych korzyści politycznych, wymierzona przeciwko wysoko postawionym wojskowym III Rzeszy: feldmarszałkowi Wernerowi von Blombergowi – Ministrowi Wojny i generałowi Wernerowi von Fritschowi – Naczelnemu Dowódcy Wojsk Lądowych.
Obaj zostali ostatecznie zdymisjonowani z zajmowanych stanowisk 4 lutego 1938 roku. Blomberg nie pełnił już stanowiska ministra wojny od 26 stycznia 1938 roku.
Konsekwencją afery było m.in. usunięcie / zdymisjonowanie z zajmowanych stanowisk innych niemieckich wojskowych (m.in. generał Ludwig Beck 18 sierpnia 1938 roku podał się do dymisji – szef Sztabu Generalnego OKH) niechętnych Hitlerowi i jego planom podboju Europy, zlikwidowanie Ministerstwa Wojny i utworzenie OKW (stanowisko objął generał Wilhelm Keitel) oraz powierzenie stanowiska naczelnego dowódcy sił zbrojnych Adolfowi Hitlerowi.

## Wydarzenia poprzedzające wybuch afery
Początki afery sięgają lipca 1936 roku, gdy Heinrich Himmler objął stanowisko szefa niemieckiej Policji, zaś Reinhard Heydrich został szefem Sipo – (Kripo i Gestapo). Tego samego miesiąca doszło do spotkania Hermanna Göringa, w jego domu myśliwskim, z Heydrichem, podczas którego generał zasugerował, że w najbliższej przyszłości mogą wystąpić bulwersujące zdarzenia. Göring zwrócił się ponadto z prośbą zachowania dyskrecji i nawiązania współpracy.
Hermann Göring, dowódca Luftwaffe, marzył bowiem o objęciu przywództwa nad Marynarką Wojenną i Wojskami Lądowymi (Heer) – to zaspakajało jego ambicje polityczne. Uważał ponadto, że pruscy wojskowi są sztywni i schematyczni i nie wspomogą Hitlera w planach zbudowania wielkich Niemiec. A Himmler i Heydrich – szefowie tajnych służb – byli mu do tego potrzebni przy usunięciu niewygodnych dowódców (generałów).

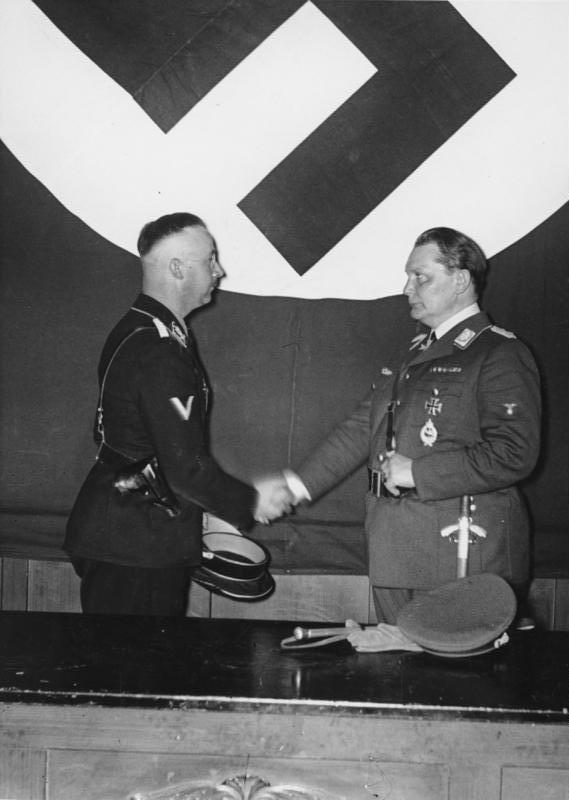
Heinrich Himmler i Hermann Göring

Himmler z kolei marzył, aby SS, dotychczasowa siła policyjna, stała się nową armią, która zdobyć miała przewagę nad Wehrmachtem. Ochoczo więc przystał na propozycję Göringa pozbycia się niewygodnych oficerów.
W lipcu 1936 roku, tuż po spotkaniu z Göringiem, Heydrich osobiście zajął się oskarżeniami wobec generała von Fritscha. Szybko zorientował się, że nastąpiła pomyłka (chodzi o zupełnie inną osobę), jednakże nie miał zamiaru stracić okazji, aby zaatakować generalicję.
Do działania zaangażowany został radca kryminalny, Josef Meisinger, który kierował oddziałem Gestapo zwalczającym homoseksualistów (Bekämpfung der Homosexualität und der Abtreibung).
W trakcie rutynowej kontroli dokumentów natknął się na zeznania 29-letniego Ottona Schmidta (Otto Schmidt) (vel Hansa Schmidta), ur. 16 sierpnia 1906, który w 1935 roku przesłuchiwany był przez sędziego Karla Ernesta pod zarzutem szantażu wielu znanych osób. Wśród nich znalazło się nazwisko Wernera von Fritscha lub von Frischa, wysokiego oficera Wehrmachtu.
Schmidt był sutenerem i szantażystą, homoseksualistą, który miał już na koncie trzy wyroki więzienia (m.in. kradzież, malwersacje, szantaż i defraudację niedużych kwot), pobyt w domu poprawczym i obozie koncentracyjnym. W okresach pobytu na wolności utrzymywał się z nawiązywania kontaktów z majętnymi i wysoko postawionymi osobami o skłonnościach homoseksualnych, od których później wyłudzał pieniądze pod groźbą zdemaskowania.
Dokumenty z przesłuchania trafiły do Heydricha (zdawał sobie sprawę z błędów w śledztwie, ale mimo to przystąpił do ataku), który przekazał je Himmlerowi, a ten przedstawił je Hitlerowi.
Hitler nie uwierzył w te oskarżenia wobec von Fritscha. Wierzył bowiem, że generałowie będą mu wdzięczni za odrzucenie traktatu wersalskiego i odtworzenia niemieckich sił zbrojnych i poprą jego plany podboju Europy. Polecił Himmlerowi, by ten spalił teczkę z dokumentami. Ten jednak przekazał ją Heydrichowi, który schował ją do sejfu. Przeczuwał bowiem, iż przyjdzie taki moment, że będzie ona jeszcze przydatna.
O intrydze SS wobec von Fritscha (i później wobec von Blomberga) szef Abwehry Wilhelm Canaris i jego zastępca Hans Oster dowiedzieli się od Hansa Bernda Giseviusa, byłego funkcjonariusza Gestapo. On z kolei dowiedział się od swoich przyjaciół, którzy nadal tam pracowali.
Szefowie Abwehry poinformowali von Blomberga, który przeprowadził rozmowę ‘ostrzegawczą’ z von Fritschem, podczas wspólnej konnej przejażdżki. Wydawało się, że sprawa von Fritscha poszła w zapomnienie. Hitler zmienił jednak zdanie co do opornych i niezdecydowanych jemu oficerów, w tym Fritscha. Przesądziło o tym spotkanie 5 listopada 1937 roku.
Blomberg i Fritsch uczestniczyli w tajnym spotkaniu z Hitlerem. Oprócz nich w posiedzeniu wzięli udział: dowódca Luftwaffe Hermann Göring, dowódca Kriegsmarine Erich Raeder, minister spraw zagranicznych Rzeszy Konstantin von Neurath i szef adiutantury Führera pułkownik Friedrich Hossbach (1894 – 1980), który sporządził szczegółowy raport z przebiegu konferencji znany jako Protokół Hossbacha.
Po wystąpieniu Hitlera na posiedzeniu wywiązała się gorąca dyskusja. Blomberg, Fritsch i Neurath wyrazili sceptycyzm wobec planów przywódcy, który ewidentnie parł do wojny. Wojskowi argumentowali, że inwazja na Austrię i Czechosłowację niesie wielkie ryzyko wojny z Anglią i Francją. Stanowczo przeciwstawili się wszczynaniu przez Niemcy wojny napastniczej. Blomberg wskazał ponadto na trudności, jakich może dostarczyć sforsowanie linii umocnionych pozycji na północy Czech.
Hitler zrozumiał, że dowódcy Wehrmachtu nie są zainteresowani wszczęciem działań wojennych. Nie mógł im po prostu wręczyć dymisji, gdyż obawiał się reakcji innych wysokich dowódców. Wtedy Himmler postanowił użyć teczki z sejfu Heydricha.
Innym, wcześniejszym, znamiennym w skutkach spotkaniem Hitlera z niemieckimi generałami była konferencja 7 marca 1936 roku, w dniu którym wojska niemieckie wkroczyły do Nadrenii (zob. Remilitaryzacja Nadrenii). Tego dnia generał Werner von Blomberg – Minister Wojny, generał Ludwig Beck – szef sztabu Naczelnego Dowództwa Wojsk Lądowych generał Werner von Fritsch – Naczelny Dowódca Wojsk Lądowych stawili się u Hitlera w Kancelarii Rzeszy. Wojskowi próbowali odwieść Hitlera od planu wysłania wojsk niemieckich do Nadrenii, sugerując, że wojsko francuskie stawi skuteczny opór. Hitler zagroził dymisją w przypadku niepowodzenia operacji.
Generałowie ustąpili, przekonani, że przy dużej dysproporcji sił między Francuzami i Niemcami zajęcie Nadrenii zakończy się porażką i Hitler będzie musiał ustąpić. Stało się zupełnie inaczej: wojska niemieckie triumfalnie wkroczyły do Nadrenii. Hitler wygrał i zapamiętał, że najwyżsi dowódcy byli przeciwni jego planom.
Druga osoba afery, Werner von Blomberg, spotkał się z Göringiem, w jego gabinecie, tuż przed Świętami Bożego Narodzenia 1937 roku. Podczas spotkania feldmarszałek poprosił generała, by ten został świadkiem na jego ślubie, oraz zwrócił się z prośbą o oddelegowanie na dalekie stanowisko mężczyzny (chodziło o pracownika Ministerstwa Lotnictwa Rzeszy), który był związany z jego narzeczoną i który ją nagabywał.
Wybranką feldmarszałka była 26-letnia Margarethe (Erna lub Eva) Gruhn, maszynistka z Centrali Jajczarskiej Rzeszy lub sekretarka. Jako wdowiec (pierwsza żona Charlotte zmarła 11 maja 1932 roku, osierocając dwóch synów i trzy córki), minister (i feldmarszałek jednocześnie) musiał uzyskać zgodę Hitlera na poślubienie, jako to się sam wyraził, „prostej dziewczyny z ludu”.
Podczas uroczystości pogrzebowych Ericha Ludendorffa w Monachium, 20 grudnia 1937 roku, o swoich planach małżeńskich porozmawiał z Hitlerem, który wyraził swoją aprobatę. Małżeństwo to – według Hitlera – było doskonałą okazją do zaprezentowania w praktyce ideologii, która dążyła do budowy nowego społeczeństwa bez różnic i podziałów klasowych.
Blomberg zaproponował, że Hitler będzie jednym ze świadków. Drugim miałby być Göring, który nie wiedział jeszcze nic o przeszłości przyszłej pani Blomberg. Postanowił dowiedzieć się czegoś więcej o niej.
Do ślubu cywilnego panny Gruhn (kobiety z „prostych kręgów społecznych”) i feldmarszałka von Blomberga doszło 12 stycznia 1938 roku w dużej sali Ministerstwa Wojny Rzeszy bez udziału jego dzieci z pierwszego małżeństwa. Nie było żadnego wesela i młoda para zaraz po ślubie wyjechała do hotelu Golf w Oberhofie, w Lesie Turyńskim.
Werner von Blomberg niechętnie zgodził się na upublicznienie wiadomości o swoim ożenku. Zrobił to dopiero pod wpływem swoich adiutantów, którzy zasugerowali mu, że osoba na takim wysokim stanowisku w armii niemieckiej powinna poinformować opinię publiczną o zawarciu związku małżeńskiego. Jeden z jego adiutantów, major Gustav – Adolf Riebel (1896 – 1942) przybył do Kancelarii Rzeszy 11 stycznia 1938 roku, aby rozeznać się co do szczegółów ceremonii ślubnej innego dostojnika III Rzeszy, Juliusa Schauba.
W prasie pojawiło się następujące oświadczenie.
Minister Wojny Rzeszy i feldmarszałek Werner von Blomberg zawarł 12 stycznia 1938 roku związek małżeński z panną Gruhn. Świadkami na ślubie byli Führer i Kanclerz Rzeszy oraz generał pułkownik Göring.
17 stycznia 1938 roku zmarła 90-letnia matka feldmarszałka. Powrócił niezwłocznie do Berlina. Unikał kontaktów towarzyskich i nie kwapił się do przedstawiania komukolwiek swojej nowej żony, nawet adiutantowi lotniczemu, Karlowi Boehm-Tettelbachowi, który często bywał w ich domu.
Zadawaliśmy sobie pytanie, czemu Blomberg unika „pokazywania” swojej żony.
Osiem dni później, 20 stycznia 1938 roku Gisevius stawił się w kwaterze Abwehry z informacjami o knowaniach wobec żony feldmarszałka.
Wiadomość o ponownym ożenku Wernera von Blomberga została przeczytana przez jakiegoś urzędnika w odpowiednim biurze policji, który w rozmowie telefonicznej z adiutantem feldmarszałka, Karlowi Boehm-Tettelbachowi powiedział, że nazwisko Gruhn wydaje mu się znajome i w odpowiedniej kartotece znalazł kartę: Evy Gruhn. Ponadto w wydawanym roczniku genealogicznym Almanachu Gotajskim pod hasłem Blomberg zamieszczono nazwisko jego drugiej żony: Elsbeth Grunow. Nazwisko Eva Gruhn przewijało się w książce telefonicznej jako właścicielka zakładu masażu w berlińskiej dzielnicy Neukölln.
Notatka prasowa i karta z kartoteki trafiła na biurko przełożonego tego urzędnika, po czym drogą służbową trafiła na biurko szefa berlińskiej policji, Wolfa-Heinricha von Helldorfa (niem. Wolf-Heinrich Graf von Helldorff).
Z dokumentacji wynikało, że małżonka ministra wojny była notowana w kartotekach policyjnych Berlina i czterech innych niemieckich miast jako zawodowa prostytutka. Jej matka, Eva Gruhn (vel Luise Gruhn), prowadziła dom publiczny, zamaskowany jako salon masażu, i była kilkakrotnie karana za sutenerstwo, stręczycielstwo i uprawianie nierządu. Córka, Erna Gruhn, w wolnych chwilach pozowała do zdjęć pornograficznych i również wchodziła w kolizję z prawem, miała również pracować w zakładzie matki.
Von Helldorff (późniejszy członek antyhitlerowskiej opozycji) skontaktował się z adiutanturą Blomberga i zapowiedział swoje spotkanie z feldmarszałkiem lub Keitlem. Blomberga nie było akurat w biurze, zaś Keitel, który wcześniej nie widział panny Gruhn (pani Blomberg) nie był w stanie jej zidentyfikować na zdjęciach dostarczonych przez Helldorfa. Polecił udać się do Göringa, który był świadkiem na ślubie. Helldorff nalegał, aby jak najszybciej porozmawiać z Blombergiem, gdyż chciał jemu pierwszemu pokazać dokumenty na temat jego nowej żony. Jednakże Keitel nalegał, aby ten, wobec niezastania feldmarszałka, udał się z tym do Göringa.
Kilka dni później, 23 stycznia do prywatnej siedziby Göringa przybył z polecenia Himmlera, Wolf-Heinrich Graf von Helldorff, z rewelacjami na temat pani Blomberg. Oświadczył, że 15 stycznia Curt Hellmuth Müller, szef Urzędu Identyfikacji Policji Kryminalnej, otrzymał z Urzędu ds. Przestępstw przeciwko Moralności, kilka zdjęć pornograficznych, które były podpisane i na jednym z nich widniało nazwisko Margarethe Grun.
Mając takie zebrane dowody, zarówno w sprawie przeciwko von Blombergowi, jak i von Fritschowi, Göring przystąpił do ataku.
Następnego dnia udał się do Kancelarii Rzeszy na spotkanie z Hitlerem, który wrócił z otwarcia Wystawy Sztuk i Rzemiosła w Monachium.

## Wybuch afery
24 stycznia 1938 na schodach Kancelarii Rzeszy Göring przekazał zebrane informacje na temat żony Blomberga Hitlerowi, gdy ten wrócił z Monachium.
Hitler sprawiał wrażenie kompletnie zaskoczonego i przejętego widokiem pornograficznych zdjęć; była to jednak tylko poza przejętego i zatroskanego polityka wobec adiutantów m.in. Karla Bodenschatza (1890–1979) i Fritza Wiedemanna (1891–1969), uzasadniająca przed kadrą oficerską, pozornie wbrew woli Hitlera, zdymisjonowanie jednego z najwyższych dowódców.
Göring wiedział, że von Fritsch, którego Hitler wskazał na następcę Blomberga, nie obejmie tego stanowiska, gdyż w drugiej teczce trzymał kompromitujące i spreparowane dowody jego rzekomego homoseksualizmu. Nie pokazał tej teczki Hitlerowi, gdyż musiał mieć pewność, że główny świadek oskarżenia, Otto Schmidt nie załamie się podczas konfrontacji z Führerem.
25 stycznia 1938 roku, o 2:15 w nocy (termin spotkania przesunięto na godziny popołudniowe), a następnie o 14:15 dowody rzekomego homoseksualizmu von Fritscha Hermann Göring przedstawił Hitlerowi.
Świadkiem tego był adiutant Hitlera, pułkownik Hossbach, który zrozumiał, jaka brudna rozgrywka się szykuje. Postanowił ratować generała, ale Fritsch był przekonany, że chodzi o zupełnie inną osobę/sprawę. I z tym przekonaniem generał stawił się 26 stycznia 1938 roku w Kancelarii Rzeszy (w bibliotece Hitlera); obecny był również Göring.
Doszło do konfrontacji von Fritscha z Otto Schmidtem. Generał stanowczo odżegnywał się od znajomości z tym mężczyzną i jakichkolwiek praktyk/kontaktów homoseksualnych (zapoznał się zawartością teczki – ze spreparowanymi i sfałszowanymi oskarżeniami pod swoim adresem). Na koniec zażądał sądu honorowego.
Następnego dnia generał stawił się w centrali Gestapo na Prinz-Albrecht-Straße. Wciąż liczył, że przed sądem udowodni swoją niewinność.
Canaris, podczas jednego z wielu nocnych posiedzeń w siedzibie Abwehry, zasugerował Osterowi, żeby jak najszybciej skontaktować się z wysokimi dowódcami, którzy wsparliby generała w tej kampanii oszczerstw i sprzeciwili się Hitlerowi.
Oster, Carl Goerdeler, Gisevius i Hjalmar Schacht objeżdżali kolejne okręgi wojskowe (w sumie było ich 12), licząc na przychylność dowódców do wystąpienia przeciwko Hitlerowi. Ten jednak był szybszy, rankiem 5 lutego 1938 roku – na łamach prasy – 60 generałów dowiedziało się o swoich dymisjach lub przeniesieniach na inne, niższe stanowiska (m.in. Wilhelm Ritter von Leeb, Erwin von Witzleben, Günther von Kluge i Gerd von Rundstedt).
Werner von Fritsch stanął przed sądem honorowym, pod przewodnictwem Göringa, 10 marca 1938 roku. Ławnikami byli Bernd Brauchitsch (1911–1974, syn Walthera von Brauchitscha) i Erich Raeder.
Dwa dni później obrady przerwano w związku z Aneksją Austrii. Posiedzenie sądu wznowiono tydzień później.
Jego obrońcom/prawnikom m.in. hrabiemu von der Goltzowi (prawnik Rüdiger von der Goltz ur. 10 lipca 1894 – zm. 18 kwietnia 1976, syn Gustawa Rüdigera von der Goltza) udało się bez problemu udowodnić kłamstwa Schmidta oraz odnaleźć prawdziwego von Fritscha – emerytowanego kapitana Achima von Fritscha (lub von Frischa) zamieszkałego na Ferdinand Strasse (Lichterfelde-Ost).
Generał von Fritsch z dumą opuścił salę sądu, liczył na przeprosiny i przywrócenie na stanowisko (pełnił je już generał Walther von Brauchitsch od 4 lutego 1938 r.). Otrzymał tylko list od Hitlera, w którym zaproponował mu dowodzenia pułkiem piechoty (podawany jest 12. Pułk Artylerii). 
Zginął 22 września 1939 roku pod Warszawą.
Werner von Blomberg odmówił unieważnienia małżeństwa. Był przerażony – według relacji Göringa – treścią wyciągu z kartoteki policyjnej i rozważał rozwód z żoną. Ponieważ w każdym przypadku straciłby stanowisko Ministra Wojny, feldmarszałek postanowił zrezygnować ze stanowiska.
27 stycznia 1938 roku po raz ostatni spotkał się z Hitlerem. Zdymisjonowany feldmarszałek wraz z żoną wyjechał do miasteczka przy granicy Włoch, otrzymał ponadto jednorazową odprawę w kwocie 50 000 marek. Do końca wojny pozostał w Bawarii, dzięki temu nie stanął przed Trybunałem w Norymberdze jako oskarżony, lecz miał zeznawać jako świadek (czego nie dożył).
Otto Schmidta zastrzelono na rozkaz Himmlera (30 października 1942 roku w obozie koncentracyjnym Sachsenhausen) i Hermanna Göringa; zamordowano również kapitana Achima von Fritscha.

## Źródła
- Afera Blomberga i Fritscha oraz jej konsekwencje dla Wehrmachtu. konflikty.pl